# Danièle Debernard
Danièle Debernard (ur. 21 lipca 1954 w Aime) – francuska narciarka alpejska, dwukrotna medalistka igrzysk olimpijskich i trzykrotna medalistka mistrzostw świata.

## Kariera
W zawodach Pucharu Świata Danièle Debernard zadebiutowała w sezonie 1970/1971. Swoje pierwsze punkty wywalczyła 4 stycznia 1971 roku Mariborze, gdzie zajęła ósme miejsce w slalomie. Już dziesięć dni później w Grindelwald po raz pierwszy stanęła na podium, zajmując trzecie miejsce w slalomie. W zawodach tych wyprzedziły ją jedynie jej rodaczki: Britt Lafforgue oraz Michèle Jacot. Na podium stanęła także 4 lutego w Mürren, ponownie zajmując trzecie miejsce w slalomie. W klasyfikacji generalnej dało jej to osiemnastą pozycję, a w klasyfikacji slalomu była dziesiąta.
Pierwszy medal na międzynarodowej imprezie wywalczyła podczas igrzysk olimpijskich w Sapporo w 1972 roku. Po pierwszym przejeździe zajmowała drugie miejsce, ze stratą 0,03 sekundy do Barbara Cochran z USA. W drugim przejeździe okazała się lepsza od Amerykanki o 0,01 sekundy, co dało jej w efekcie drugi czas łączny, ze stratą 0,02 sekundy do Cochran. Najniższe miejsce na podium zajęła kolejna Francuzka, Florence Steurer. W zawodach pucharowych trzykrotnie stawała na podium, przy czym odniosła swoje dwa pierwsze zwycięstwa, 17 marca 1972 roku wygrywając slalom oraz slalom gigant dzień później. W klasyfikacji generalnej sezonu 1971/1972 była dziewiąta, w slalomie piąta, a w gigancie ósma. Kolejne zwycięstwo odniosła 13 marca 1973 roku w Naeba, gdzie była najlepsza w slalomie. W sezonie 1972/1973 była także druga 3 marca w Mont-Sainte-Anne, w klasyfikacji generalnej zajęła trzynastą pozycję.
Z mistrzostw świata w Sankt Moritz w 1974 roku wróciła bez medalu. Wystąpiła tam tylko w slalomie, jednak nie ukończyła rywalizacji. Następne zwycięstwa w zawodach pucharowych odniosła w sezonie 1975/1976: 14 stycznia w Les Gets wygrała slalom, a 18 stycznia 1976 roku w Berchtesgaden była najlepsza w gigancie. W tym samym sezonie jeszcze cztery razy stawała na podium i w efekcie zajęła piąte miejsce w klasyfikacji generalnej, trzecie w slalomie i czwarte w klasyfikacji giganta. W lutym 1976 roku wystartowała na igrzyskach olimpijskich w Innsbrucku, zdobywając brązowy medal w gigancie. W zawodach tych wyprzedziły ją jedynie Kanadyjka Kathy Kreiner oraz Rosi Mittermaier z RFN. Dwa dni wcześniej Debernard była czwarta w slalomie, przegrywając walkę o podium z Hanni Wenzel z Liechtensteinu o 0,04 sekundy. Igrzyska w Innsbrucku były równocześnie mistrzostwami świata, jednak kombinację rozegrano tylko w ramach drugiej z tych imprez. W konkurencji tej Francuzka zdobyła srebrny medal, rozdzielając na podium Mittermaier i Wenzel. Startowała w zawodach do 1979 roku, z przerwą w sezonie 1977/1978, jednak osiągała słabsze wyniki. W 1979 roku zakończyła karierę.
Jej kuzyn, Jean-Luc Crétier, także uprawiał narciarstwo alpejskie.

## Osiągnięcia

### Igrzyska olimpijskie
| Miejsce | Dzień     | Rok  | Miejscowość | Konkurencja | Czas biegu | Strata | Zwyciężczyni     |
| ------- | --------- | ---- | ----------- | ----------- | ---------- | ------ | ---------------- |
| 2.      | 11 lutego | 1972 | Sapporo     | Slalom      | 1:31,24    | +0,02  | Barbara Cochran  |
| 5.      | 8 lutego  | 1976 | Innsbruck   | Zjazd       | 1:46,16    | +2,32  | Rosi Mittermaier |
| 4.      | 11 lutego | 1976 | Innsbruck   | Slalom      | 1:30,54    | +1,70  | Rosi Mittermaier |
| 3.      | 13 lutego | 1976 | Innsbruck   | Gigant      | 1:29,13    | +0,82  | Kathy Kreiner    |

### Mistrzostwa świata
| Miejsce | Dzień     | Rok  | Miejscowość  | Konkurencja | Czas biegu | Strata     | Zwyciężczyni     |
| ------- | --------- | ---- | ------------ | ----------- | ---------- | ---------- | ---------------- |
| 2.      | 11 lutego | 1972 | Sapporo      | Slalom      | 1:31,24    | +0,02      | Barbara Cochran  |
| DNF     | 8 lutego  | 1974 | Sankt Moritz | Slalom      | 1:34,63    | -          | Hanni Wenzel     |
| 5.      | 8 lutego  | 1976 | Innsbruck    | Zjazd       | 1:46,16    | +2,32      | Rosi Mittermaier |
| 4.      | 11 lutego | 1976 | Innsbruck    | Slalom      | 1:30,54    | +1,70      | Rosi Mittermaier |
| 3.      | 13 lutego | 1976 | Innsbruck    | Gigant      | 1:29,13    | +0,82      | Kathy Kreiner    |
| 2.      | 13 lutego | 1976 | Innsbruck    | Kombinacja  | 0,84 pkt   | +28,38 pkt | Rosi Mittermaier |

### Puchar Świata

#### Miejsca w klasyfikacji generalnej
- sezon 1970/1971: 18.
- sezon 1971/1972: 9.
- sezon 1972/1973: 13.
- sezon 1973/1974: 19.
- sezon 1974/1975: 14.
- sezon 1975/1976: 5.
- sezon 1976/1977: 23.
- sezon 1978/1979: 79.

#### Miejsca na podium
1. Grindelwald – 14 stycznia 1971 (slalom) – 3. miejsce
2. Mürren – 4 lutego 1971 (slalom) – 3. miejsce
3. Oberstaufen – 4 stycznia 1972 (slalom) – 3. miejsce
4. Pra Loup – 17 marca 1972 (slalom) – 1. miejsce
5. Pra Loup – 18 marca 1972 (gigant) – 1. miejsce
6. Mont-Sainte-Anne – 3 marca 1973 (slalom) – 2. miejsce
7. Naeba – 13 marca 1973 (slalom) – 1. miejsce
8. Wysokie Tatry – 8 marca 1974 (slalom) – 2. miejsce
9. Val d’Isère – 4 grudnia 1974 (zjazd) – 3. miejsce
10. Meiringen – 9 stycznia 1976 (gigant) – 2. miejsce
11. Les Gets – 14 stycznia 1976 (slalom) – 1. miejsce
12. Berchtesgaden – 17 stycznia 1976 (slalom) – 2. miejsce
13. Berchtesgaden – 18 stycznia 1976 (gigant) – 1. miejsce
14. Aspen – 12 marca 1976 (zjazd) – 2. miejsce
15. Aspen – 13 marca 1976 (gigant) – 2. miejsce